# Skalice (Hrochův Týnec)
Skalice je malá vesnice a část města Hrochův Týnec v okrese Chrudim. Nachází se asi 1,5 kilometru východně od Hrochova Týnce. Skalice leží v katastrálním území Blansko u Hrochova Týnce o výměře 1,68 km².

## Historie
První písemná zmínka o vesnici pochází z roku 1374.

## Osobnosti
V letech 1984–1985 zde žil Martin Věchet společně s Miroslavem „Hurvínkem“ Polákem v domě čp. 2, kde se pořádaly různé ilegální koncerty, výstavy a setkání.